# アンドレアス・ケプケ
アンドレアス・ケプケ（Andreas Köpke, 1962年3月12日 - ）は、ドイツ出身の元サッカー選手、現サッカー指導者。現役時代のポジションはゴールキーパー。元ドイツ代表。

## 経歴
サッカー選手としては遅咲きの部類に入る選手で、1990年に28歳で初めて西ドイツ代表に招集され、同年のFIFAワールドカップ・イタリア大会、1994年のFIFAワールドカップ・アメリカ大会の代表に選出された。しかし当時は正GKの座にボド・イルクナーが存在し重用された為、出場機会を得る事が出来なかった。
1993年にドイツ年間最優秀選手賞を受賞すると、FIFAワールドカップ・アメリカ大会後に正GKの座を掴み、1996年のUEFA欧州選手権1996優勝に貢献。特に準決勝のイングランド戦ではPK戦でガレス・サウスゲートのシュートを阻止し、ドイツの決勝進出に大きな役割を果たした。この活躍により、同年のFIFA年間最優秀ゴールキーパー賞を受賞した。
1998年のFIFAワールドカップ・フランス大会にも出場したが、準々決勝でクロアチアに0-3で敗退。そしてこの大会を最後に代表から引退し、後進に道を開いた。
クラブレベルでは選手生活の大半を1.FCニュルンベルクで過ごし、1994年からはフランクフルト、1996年からはオリンピック・マルセイユへ移籍したが、晩年は再び1.FCニュルンベルクに戻り2001年に現役を引退した。
現役引退後もサッカー界と関わりを続け、2006年のFIFAワールドカップ・ドイツ大会ではニュルンベルク市の大使を務め、2004年から2021年までは、ドイツA代表のGKコーチを務めていた。
また息子のパスカル・ケプケもプロサッカー選手であり、U-20ドイツ代表にして2019年現在はブンデスリーガ・ヘルタ・ベルリンに所属している。

## 代表歴

### 出場大会
- 西ドイツ/ドイツ代表
  - 1990 FIFAワールドカップ (優勝)
  - 1994 FIFAワールドカップ (ベスト8)
  - 1998 FIFAワールドカップ (ベスト8)

### 試合数
- 国際Aマッチ 59試合 0得点（1990年-1998年）[1]

| ドイツ代表 | 国際Aマッチ | 国際Aマッチ |
| 年         | 出場        | 得点        |
| ---------- | ----------- | ----------- |
| 1990       | 1           | 0           |
| 1991       | 0           | 0           |
| 1992       | 6           | 0           |
| 1993       | 6           | 0           |
| 1994       | 6           | 0           |
| 1995       | 10          | 0           |
| 1996       | 13          | 0           |
| 1997       | 6           | 0           |
| 1998       | 11          | 0           |
| 通算       | 59          | 0           |

## 個人タイトル
- FIFA最優秀GK賞: 1回（1996年）
- IFFHS選定世界年間最優秀GK賞: 1回（1996年）
- 欧州最優秀ゴールキーパー賞: 1回（1996年）
- UEFA欧州選手権1996最優秀GK賞: 1回（1996年）
- ドイツ年間最優秀選手賞: 1回（1993年）